# سنترویل، شهرستان فرسنو، کالیفرنیا
سنترویل (به انگلیسی: Centerville) یک منطقهٔ مسکونی در ایالات متحده آمریکا است که در شهرستان فرسنو، کالیفرنیا واقع شده‌است. سنترویل ۲۱٫۰۷۷ کیلومتر مربع مساحت و ۳۹۲ نفر جمعیت دارد و ۱۲۰ متر بالاتر از سطح دریا واقع شده‌است.